# 阿闍黎
阿闍黎（羅馬化：Ācārya），簡單說，就是導師或上師，佛教與印度教術語，又譯為闍梨、奢梨、阿奢黎、阿闍梨、阿奢梨、阿舍梨、阿祗利、阿遮利、阿遮梨夜、阿遮梨耶、阿查里亞等，意為是教授佛法的師父，是「用其智慧與道德教授弟子，使之行為端正合宜，而自身又堪為弟子楷模之師」，故又稱導師或上師。

## 概論
原為婆羅門教中婆羅門教授吠陀祭典規矩與儀式之師。後為佛教採用，作為佛教徒對其師長的尊稱，與和尚、喇嘛意義相近。
漢傳佛教顯教的使用可見於受出家戒的場合。漢傳密宗與日本真言宗則以阿闍黎作為上師與傳授密教儀軌者的名號。
在密宗一些典籍稱釋迦文佛為「阿闍黎」，意思一如漢傳的「本師釋迦牟尼佛」之意。
南傳佛教中的泰國佛教常稱教師為「阿姜」（泰語：อาจารย์，羅馬化：Ajahn），例如阿姜查尊者，而阿姜即轉化自阿闍梨。

## 釋義
《四分律》及《五分律》中將阿闍黎分為五種，
- （一）出家阿闍梨，出家時授十戒師，故又作十戒阿闍梨、親教師、得戒和尚、和尚。
- （二）受戒阿闍梨，受具足戒時之羯磨師，又作羯磨阿闍梨、羯摩和尚。
- （三）教授阿闍梨，受具足戒時之授威儀師，故又作威儀阿闍梨、教授和尚。
- （四）受經阿闍梨，教授佛教經典讀法、意義之師。
- （五）依止阿闍梨，與出家僧人共居，指導其起居之師，出家僧人僅依止一宿，共同起居時的老師，即可稱之。又稱依止阿闍梨、依止師，也可稱為和尚[1]。

阿闍黎與和尚，大致上可以視為相同的名詞，在使用時也常互換使用。如出家阿闍黎與依止阿闍黎，可稱為和尚。得戒和尚，又稱為十戒阿闍黎。《梵網經》中以和尚及阿闍黎為八福田之一。
佛教出家眾，受具足戒時，需要有三師七證在場，其中的三師，指的是指「出家阿闍梨」、「羯磨阿闍梨」、「教授阿闍梨」。

## 參閲
- 和尚
- 阿姜